# Bloodstream
"Bloodstream" é uma canção gravada pelo cantor e compositor britânico Ed Sheeran, para seu segundo álbum de estúdio, x (2014). A canção foi composta por Sheeran, juntamente com os membros da Rudimental e Snow Patrol - Johnny McDaid e Gary Lightbody. A produção foi feita por Rick Rubin.
A canção foi lançada para download digital em "instant grat" no iTunes Store em 17 de junho de 2014, servindo como o quarto dos sete singles promocionais de ×. Ele entrou na UK Singles Chart no número 81 e subiu para o número 60.
Em dezembro de 2014, "Bloodstream" foi remixado pelo Rudimental. Esta versão da música foi lançada em 29 de março de 2015 como um single entre Sheeran e Rudimental, servindo como o quarto single de × e o single principal do segundo álbum de estúdio de Rudimental, We the Generation (2015). Esse remix alcançou a segunda posição na UK Singles Chart.

## Desempenho nas tabelas musicais
| Tabelas musicais (2014)                           | Melhor posição |
| ------------------------------------------------- | -------------- |
| Austrália (ARIA)                                  | 7              |
| Bélgica (Ultratop 50 de Flandres)                 | 48             |
| Bélgica (Ultratop 50 da Valônia)                  | 47             |
| Canadá (Canadian Hot 100)                         | 60             |
| Dinamarca (Hitlisten)                             | 7              |
| União Europeia Digital Songs (Billboard)          | 6              |
| Finlândia (Finland Digital Songs)                 | 7              |
| França (SNEP)                                     | 39             |
| Hungria (Single Top 40)                           | 16             |
| Irlanda (IRMA)                                    | 57             |
| Países Baixos (Single Top 100)                    | 44             |
| Espanha (PROMUSICAE)                              | 42             |
| Suécia (Sweden Digital Songs)                     | 6              |
| Reino Unido (UK Singles Chart)                    | 60             |
| Estados Unidos (Billboard Bubbling Under Hot 100) | 10             |
| Estados Unidos (Billboard Digital Song Sales)     | 42             |

## Versão de Ed Sheeran e Rudimental
Em 11 de dezembro de 2014 na BBC Music Awards, Sheeran revelou que uma versão remixada de "Bloodstream" seria o quarto single de ×. Ele disse à MTV News: "Eu fiz uma música com a Rudimental que é realmente uma canção no meu álbum. Nós acabamos de re-fazer isso, vai ser ótimo. Eles reedificaram, e será o primeiro single de seu novo trabalho... É realmente bom".

### Antecedentes
Em entrevista ao The Sun, em relação à colaboração, o DJ Locksmith de Rudimental disse: "Nós estávamos trabalhando em Los Angeles e [Sheeran] se aproximou de nosso estúdio com The Game e Ellie Goulding. Gravamos em torno de quatro faixas. Nós conhecemos Ed há anos. Lembro-me de quando o vimos vê-lo percebido por todos, ele nos deu uma das suas faixas para remixar e ele disse que era um dos melhores remixes que ele já obteve. Nós nunca tinha gravado com ele antes, mas mantivemos a conexão e ele é um nome maciço agora. A música está tão boa, tão insana. Nós mal podemos esperar para mostrar isso às pessoas".

## Faixas e formatos
| Download digital |                                |         |  |
| N.º              | Título                         | Duração |  |
| 1.               | "Bloodstream" (com Rudimental) | 5:08    |  |
| 2.               | "I Will Take You Home"         | 3:57    |  |
| Duração total:   | Duração total:                 | 9:05    |  |

| Download digital – Chris Lorenzo remix |                                     |         |  |
| N.º                                    | Título                              | Duração |  |
| 1.                                     | "Bloodstream" (Chris Lorenzo Remix) | 6:24    |  |

| Download digital – Arty remix |                            |         |  |
| N.º                           | Título                     | Duração |  |
| 1.                            | "Bloodstream" (Arty Remix) | 6:35    |  |

| Download digital – radio edit |                            |         |  |
| N.º                           | Título                     | Duração |  |
| 1.                            | "Bloodstream" (radio edit) | 3:39    |  |